# 直助権兵衛
直助 権兵衛（なおすけ ごんべえ、生年不詳 - 享保6年7月26日（1721年8月18日））は、江戸時代中期の犯罪者。直助は本名、権兵衛は偽名である。希有の悪人として草双紙や歌舞伎狂言などでも描かれた。

## 人物
直助は江戸深川万年町冬木店の医師の中島隆碩（赤穂浪士の脱盟者・小山田庄左衛門と同一人物説あり）を下男奉公していた。享保5年（1720年）12月、中島に薬種の横領を暴かれ、翌年正月15日宿請人に引き渡され詮議されるはずであったが、中島ら一家を斬殺し、金を奪って逃亡した。
その後、権兵衛と変名し、麹町4丁目舂米屋大和屋喜兵衛の下男として住み込んでいたところ、中島を殺害した時に奪った刀を質入れしたことから事が露見し捕縛された。町奉行中山時春の吟味の上、享保6年（1721年）7月13日牢舎、23日引き回し、25日まで日本橋に曝し、26日鈴ヶ森の御仕置場で磔刑に処せられた。
奉行所の罰文には、「此者儀当正月十六日暁主人隆碩夫婦を切殺、其上刀竝小袖金銭を盗取欠落致候、逆罪至極之者に依て町中引廻し日本橋にて曝し候内諸人勝手次第のこ切引にいたさせ磔に行ふもの也、云々」という。

## 登場する作品
- 英名二十八衆句
- 東海道四谷怪談 同名の直助権兵衛という悪人が登場する